# Emil Constantinescu
Emil Constantinescu (Tighina, Reino de Rumania, 19 de noviembre de 1939) es un científico, profesor y político rumano que se desempeñó como presidente de Rumania desde el 29 de noviembre de 1996 hasta el 20 de diciembre de 2000.

## Vida y trayectoria presidencial
Nacido el 19 de noviembre de 1939 en la entonces ciudad rumana de Tighina, se licenció en la Universidad de Bucarest en Derecho (1960) y en Geología (1966). En ese centro universitario trabajó como profesor de Geología e incluso llegó a ser vicerrector (1990-1992) y rector del mismo desde 1992 hasta 1996 (periodo en el que también presidió el Consejo Nacional de Rectores de Rumania). Se convirtió en un investigador de reconocido prestigio internacional, siendo recompensado con numerosas distinciones de carácter científico y con la pertenencia a algunas de las más importantes instituciones geológicas y mineralógicas mundiales.
En 1990, participó en la fundación de Solidaridad Universitaria y de Alianza Cívica, organización esta última que agrupó a buena parte de quienes pretendían lograr implantar la libertad y la democracia en Rumania, dominada por el gobierno comunista presidido por Nicolae Ceausescu. Un año después, pasó a presidir el Foro Democrático Antitotalitario Rumano, que formó a su vez parte de la Convención Democrática de Rumania (CDR), alianza de democristianos, liberales y socialdemócratas opuestos a Ceausescu.

## Presidente de Rumania
En las segundas elecciones presidenciales tras la caída de la dictadura, celebradas en 1992, encabezó la candidatura de la CDR que fue derrotada en la segunda vuelta por el presidente y ex comunista Ion Iliescu. Reelegido presidente de la CDR en marzo de 1995 (cargo que desempeñaba desde tres años antes), volvió a ser designado su candidato para los siguientes comicios presidenciales. La CDR logró la victoria en las elecciones legislativas de noviembre de 1996, y el 17 de marzo Constantinescu derrotó a Iliescu en la segunda vuelta de las presidenciales. Su partido aplicó un programa de privatizaciones en lo económico, en tanto que la política exterior se dirigió hacia la integración rumana en las organizaciones occidentales, principalmente en la Organización del Tratado del Atlántico Norte (OTAN) y en la Unión Europea. Ante la escasa mejoría económica del país, en diciembre de 1999 destituyó al primer ministro, Radu Vasile, al tiempo que Rumania era considerada por la Unión Europea como firme candidata a su integración.
En las elecciones presidenciales celebradas en 2000 (que requirieron dos vueltas, la segunda de las cuales tuvo lugar el 10 de diciembre) triunfó la candidatura de Iliescu, quien le sucedió en el ejercicio de la jefatura del Estado.